# Jalil Taha
Jalil Taha (Líbano, 5 de junio de 1932 - Venice, Florida 27 de julio de 2020) fue un deportista libanés especialista en lucha grecorromana disciplina en la que fue medallista de bronce olímpico en Helsinki 1952.

## Carrera deportiva
En los Juegos Olímpicos de 1952 celebrados en Helsinki ganó la medalla de bronce en lucha grecorromana estilo peso wélter, tras el húngaro Miklós Szilvásy (oro) y el sueco Gösta Andersson (bronce).
Fue nombrado miembro del Salón de la Fama de la AAU por su trayectoria deportiva como luchador.
Falleció el 27 de julio de 2020 a causa de una enfermedad renal.